# アメリカ国家安全保障会議

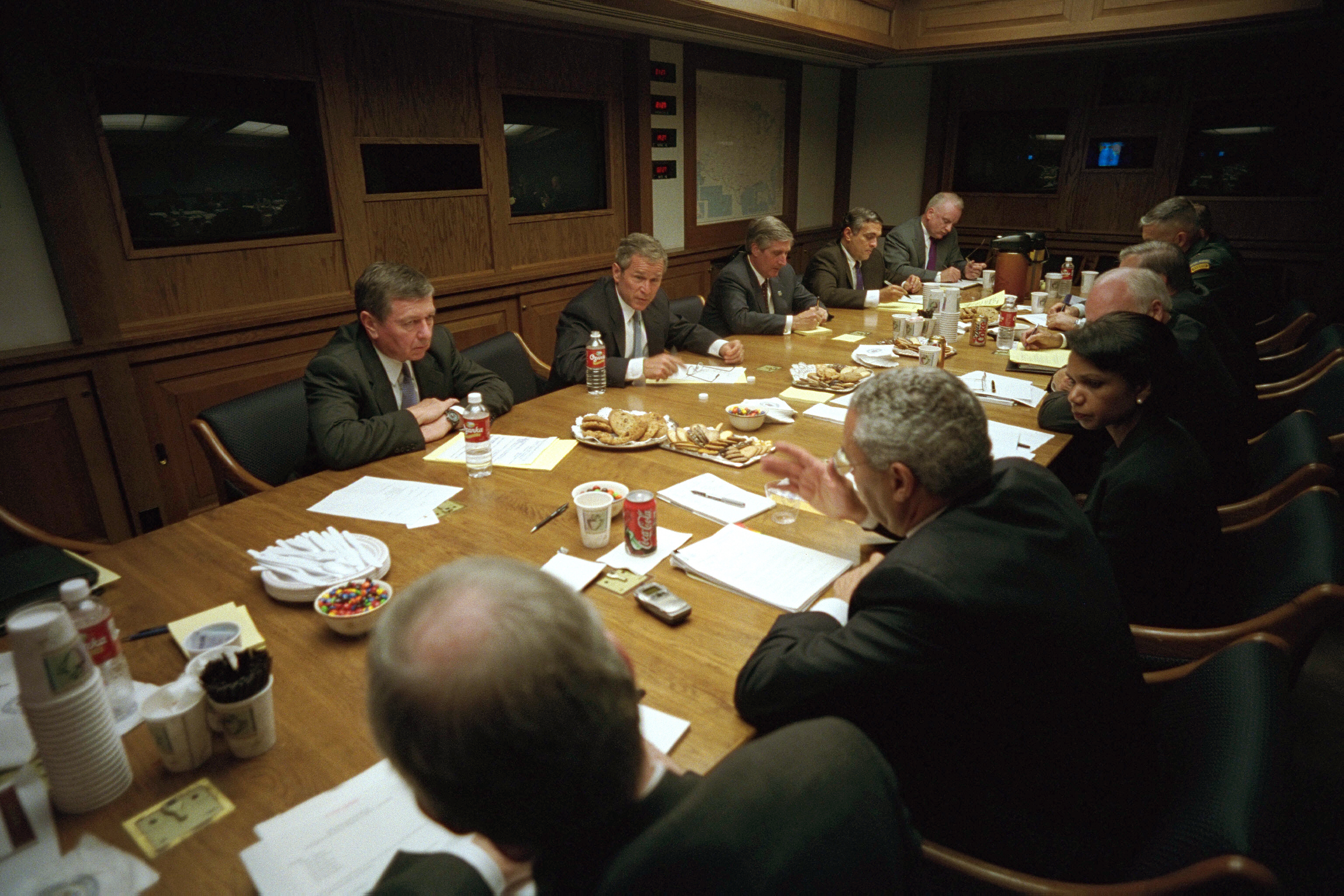
アメリカ同時多発テロ事件直後の国家安全保障会議

アメリカ合衆国国家安全保障会議（アメリカがっしゅうこくこっかあんぜんほしょうかいぎ、英: United States National Security Council, 略称：NSC）は、アメリカ合衆国における国家安全保障と外交政策に関する最高意思決定機関の一つ。国家安全保障会議には海外に多くのカウンタパートがある。

## 歴史
国家安全保障会議は1947年に国家安全保障法（National Security Act of 1947）によって創設された。冷戦時、共産主義の脅威は政治、軍事、経済、文化など広範囲に及んだこと、さらにシビリアンコントロールの観点から、軍だけでなく各省の政策を統合、調整する組織が求められた。そこで第二次大戦時にアメリカ陸海軍と国務省の調整を担った国務・陸軍・海軍3省調整委員会やイギリスの帝国防衛委員会（CID）をモデルとしてNSCを設立することが決定された。さらに、戦略の立案に必要なインテリジェンスを供給するため、各情報機関の活動を調整する機関として中央情報局（CIA）が設立され、NSCの指示の下におかれた。
設立当初のメンバーは大統領、副大統領、国務長官、国防長官、陸軍長官、海軍長官、空軍長官を正規のメンバーとし、必要に応じてCIA長官などが参加していた。しかし、1949年以降は軍の影響力を削減するため陸軍長官、海軍長官、空軍長官を正規メンバーから除外している。

## 機能
米国NSCはアメリカ合衆国の安全保障（「安全保障」には外交も含まれる）の司令塔であり、その機能は大きく分けて3つある。一つ目は大統領への政策助言である。二つ目は中長期的な安保戦略の立案である。NSCは『国家安全保障戦略』などの戦略文書を起草している。三つ目は戦略に基づいた各省庁の調整である。グローバルな安全保障政策を行うためには確固たる戦略に基づいて外交、軍事、情報（インテリジェンス）、経済、文化といった各機関を一斉に動かす必要があり、NSCはそのための調整機能を担う。
NSCは会議としてのNSC本体のほか、NSCの専従のスタッフ組織と省庁間調整メカニズムによって構成されている。NSC本体は大統領や副大統領、国防長官、国務長官、参謀本部議長、国家情報長官など（「メンバー」節に詳述）のメンバーによって構成される。運用のあり方は大統領によってもかなり異なる。アイゼンハワー大統領の時代は週1回ペースで会議が行われており大統領も毎週出席していたが、現在は公式な会議が開かれることはあまりなくなっている。その代わりに、必要に応じてメンバーを変えた非公式な会議が開かれている。また、非常事態の際には大統領の決断を補佐する目的で公式の会議が開催される。
スタッフ組織は大統領直属のスタッフとして日々大統領を支えるほか、政策立案にも携わる。スタッフの人数は大統領によっても異なるが、専門スタッフと事務スタッフを合わせて200人程度が存在する
。多くは国務省・国防省や各情報機関などからの出向組だが、一部に民間からの登用もある。このスタッフ組織を統括し、ホワイトハウスにいて大統領と頻繁に連絡を取りながら実際に仕切るのが国家安全保障問題担当大統領補佐官である。だが司会は首席補佐官と言われている（但し立場は拡大関係者 - Additional Participants - 臨時スタッフの立場である）。
省庁間調整メカニズムは閣僚級委員会、次官級委員会、次官補級による政策調整委員会からなり、多くの案件は次官級委員会までで調整されるが、どうしてもまとまらない案件は閣僚級委員会にあげられるようになっている。これらの委員会はスタッフ組織によって運営されている。
常設のNSCがどこに置かれているかについては不明な点が多い（国防機密のため）が、実体としてホワイトハウスの地下にあるシチュエーションルームに置かれているという説がある。

## メンバー
- 議長：大統領
- 法的参加者：副大統領、国務長官、国防長官、エネルギー長官、財務長官
- 軍事アドバイザー：統合参謀本部 (JCS) 議長
- 情報関係アドバイザー：国家情報長官
- 定期的参加者：国家安全保障問題担当大統領補佐官、国家安全保障問題担当次席大統領補佐官、国土安全保障・テロ対策担当大統領補佐官、司法長官、首席補佐官
- 追加参加者：国土安全保障長官、ホワイトハウス法律顧問、国家経済会議委員長、国連大使、行政管理予算局長、気候変動問題担当大統領特使

## 著名な歴代補佐官
- マクジョージ・バンディ

後にフォード財団理事長、当時の肩書きは特別補佐官。
- ヘンリー・キッシンジャー

ハーバード大学教授、後に国務長官。
- ブレント・スコウクロフト空軍中将（退役）
- コリン・パウエル陸軍中将（現役）

後に陸軍大将、統合参謀本部議長、国務長官。
- フランク・カールッチ

外交官出身。
- ズビグニュー・ブレジンスキー

コロンビア大学教授。
- コンドリーザ・ライス

スタンフォード大学教授。後に国務長官。
- スーザン・ライス

元アフリカ担当国務次官補、国連大使。
- ジョン・ボルトン

元国連大使。